# Рајки (Свети Ловреч)
Рајки (хрв. Rajki, итал. Raichi) је насељено место у општини Свети Ловреч, Истарска жупанија, Хрватска.

## Историја
До територијалне реорганизације у Хрватској били су у саставу старе општине Пореч.

## Становништво
У попису становништва из 2011. године, Рајки су имали 31 становника.
| Број становника према пописима | Број становника према пописима | Број становника према пописима | Број становника према пописима | Број становника према пописима | Број становника према пописима | Број становника према пописима | Број становника према пописима | Број становника према пописима | Број становника према пописима | Број становника према пописима | Број становника према пописима | Број становника према пописима | Број становника према пописима | Број становника према пописима | Број становника према пописима |
| ------------------------------ | ------------------------------ | ------------------------------ | ------------------------------ | ------------------------------ | ------------------------------ | ------------------------------ | ------------------------------ | ------------------------------ | ------------------------------ | ------------------------------ | ------------------------------ | ------------------------------ | ------------------------------ | ------------------------------ | ------------------------------ |
| 1857                           | 1869                           | 1880                           | 1890                           | 1900                           | 1910                           | 1921                           | 1931                           | 1948                           | 1953                           | 1961                           | 1971                           | 1981                           | 1991                           | 2001                           | 2011                           |
| 0                              | 0                              | 17                             | 22                             | 24                             | 33                             | 0                              | 0                              | 29                             | 29                             | 34                             | 32                             | 29                             | 27                             | 33                             | 31                             |

Напомена: Године 1857, 1869, 1921. и 1931. подаци су садржани у насељу Свети Ловреч Пазенатички. Од 1880. до 1910. и 1948. исказивано као део насеља.